# Karen Mulder
Karen Mulder (ur. 1 czerwca 1970 w Vlaardingen w Holandii) – holenderska modelka.
W 1985 roku wzięła udział w konkursie modelek Look of the Year agencji Elite zorganizowanym w Amsterdamie, który wygrała. Następnym etapem były przeprowadzone tego samego roku finały międzynarodowe w Paryżu, gdzie Karen zajęła drugie miejsce. Dzięki temu podpisała początkowo kontrakt z paryskim oddziałem agencji Elite.
Pierwszym większym dokonaniem Karen Mulder było pojawienie się na okładce brytyjskiego wydania Vogue – najbardziej prestiżowego magazynu mody na świecie, co pociągnęło za sobą lawinę ofert, m.in. kampanii reklamowych dla producentów: Nivea, Ralph Lauren, Claude Montana. W efekcie ozdobiła okładki prawie wszystkich znanych magazynów mody, stając się jedną z najbardziej znanych modelek na świecie według brytyjskiego magazynu Vogue. Następnie podpisała kontrakty z oddziałami agencji Elite w Londynie i Nowym Jorku. W latach 1998–1999 była jedną z „Victoria’s Secret Angels”, czyli promotorek Victoria’s Secret. W ciągu swej dwudziestoletniej kariery ozdabiała pokazy mody głównie: Yves'a Saint Laurenta, Chanel, Christiana Diora, Johna Galliano, Ralpha Laurena, Veronique Leroy, Gianniego Versace, Chloé, Dolce & Gabbany, Thierry’ego Muglera, Karla Lagerferda, Laury Biagiotti, Óscara de la Renty, Rifata Ozbeka i Vivienne Westwood.